# 星のカービィ 鏡の大迷宮
『星のカービィ 鏡の大迷宮』（ほしのカービィ かがみのだいめいきゅう）は、2004年4月15日にゲームボーイアドバンス用ソフトとして任天堂から発売されたアクションゲーム。開発元はハル研究所とフラグシップ。『星のカービィシリーズ』のアクションゲーム第8作目にあたる。『星のカービィ 夢の泉デラックス』のシステムを基本として制作されており、複数人によるプレイや、サブゲームなども踏襲されている。アメリカでは同年8月18日、ヨーロッパでは7月2日にそれぞれ発売された。

## 概要
『星のカービィ64』以来の新作の横スクロールアクションで、8つに割られた「ディメンションミラー」の破片を求めて巨大な迷宮を冒険するアクションゲーム。
従来のシリーズのように各レベルごとのステージで区切られておらず、セントラルサークルを基点として全てつながっているため、ゲーム進行の自由度が高まった。
『星のカービィ スーパーデラックス』の『洞窟大作戦』の形式に近いが、それぞれのエリアにゴールがあり、そこにたどり着くとセントラルサークルへと戻る。
この作品も、『星のカービィ 夢の泉の物語』などと同様に各エリアの頭文字が同じになっている。
携帯ゲーム機であるゲームボーイアドバンスでの前作『星のカービィ 夢の泉デラックス』と同様に、携帯機で多人数プレイに対応しており、「携帯通信機」を使用して広大なエリアにいる仲間同士を呼び出すことができる。
当初アニメ『星のカービィ』の製作にあたり、アニメの販促連動を兼ねたゲームを開発する事になり本作は「夢の泉デラックス」と共に本編シリーズの一つとして開発されていたが、発売前にアニメが終了した為アニメ終了から半年経過してからの発売になった。
また、宮本茂が開発に関わった星のカービィシリーズ最後の作品でもある。

### その他
当初は2004年3月25日に発売を予定していたが、発売前に不具合が見つかり、発売が延期された。また、このソフトについているクラブニンテンドーのシリアルナンバーを発売から2週間以内に登録するか、同梱の応募ハガキを送付すると歴代カービィ作品から厳選された音楽52曲が入ったベストCD「THE VERY BEST OF KIRBY」がもらえるキャンペーンが実施された。
本作の大きな特徴のひとつとして、物語にプププランドがほとんど関わっていないため、今までシリーズ皆勤賞であったデデデ大王は本作では一切登場しない。さらにゲーム中に流れるBGMは大半が新規に作られたものであり、ファンファーレなどのBGMを除けば既存の曲は数えるほどしか存在しない。また、「カラースプレー」というカービィの体の色を変えるアイテムが登場したため、コピー能力を取得しても体色が変わらなくなった。
なお、本作でオープニングには登場するスクイッシーだが、本編では1箇所にしか登場していない。
後年、人気が上昇したゲームジャンルの「メトロイドヴァニア」を先取りしたタイトルとして紹介される。

## ストーリー
プププランドの空の上にある「鏡の国」を舞台としたストーリー。『映し出された願い事が叶う』といわれる「ディメンションミラー」がある『鏡の国』。突然鏡の国が大暴走し、悪い心だけを映し始め邪悪な世界に変わってしまう。その異変に気づいたメタナイトはプププランドを守るため暴走を止めに向かう。しかし…。
ここは平和なプププランド。元気に散歩していたカービィの前に、黒い姿をしたメタナイトが現れる。寝ぼけるカービィに黒いメタナイトは剣を振りかざすと、なんとカービィが4人に分裂してしまう。4人のカービィたちは何がおこっているのか分からないまま、どこからかやってきたワープスターに乗って黒いメタナイトの後を追い、鏡の国へと旅立つのだった。

## エリア
このゲームの舞台となる鏡の国は全9エリア+αに分かれており、エリア1を除く各エリアにいる8体のボスを倒すことが目的。どのボスから攻略するかは完全に自由で、いきなりエリア9のボスから倒すこともできる。

## 敵キャラクター

### ザコキャラ
- 以下はこれまでの作品で登場したキャラクター。詳細は星のカービィシリーズの登場キャラクター一覧を参照。
- 本作初登場のキャラクターについては、星のカービィシリーズの登場キャラクター一覧#星のカービィ 鏡の大迷宮を参照。

ワドルディ
パラソルワドルディ
ワドルドゥ
ブロントバート
ブリッパー
グランク
スクイッシー
スカーフィ
ゴルドー
シャッツォ
ホットヘッド
フレイマー
レーザーボール
ペンギー
ロッキー
ボンバー
サーキブル
スパーキー
ソードナイト
ユーフォー
ツイスター
ウィリー
ノディ

### 中ボス
- 詳細は中ボスを参照。

ボンカース
ミスター・フロスティ
ファンファン
エアロスター
バウファイター
バタファイア
マスターハンド
ボクシィ

### ボス
キングゴーレム
本作ではプププランドとは違う世界での冒険のため、常連ボスであるウィスピーウッズと差し替えで登場したボス。早い話、レンガでできたウィスピーウッズである。攻撃パターンはウィスピーウッズとほとんど変わらないが、体力が50％をきると、ガレブをはき出す。
モーリィ
縁の丸いサングラスをかけ、首にスカーフを巻いたモグラ。六つの穴からランダムで出で来て物を投げつけてくる。投げた物によって「ボム」「ホイール」「カッター」をコピーできる。次回作『参上!ドロッチェ団』のレベル2のボスの「ミセスモーリィ」は彼の奥さん。倒すと消滅はせず気絶する。
クラッコ
プププランドとは違う世界に住むクラッコ。攻撃パターンが『星のカービィ スーパーデラックス』のものになっている。
メガタイタン→タイタンヘッド
牛のような二本角を持つ、分厚い鎧をまとったロボット。そのためスパークやビームといった電撃系の攻撃しか効かず、それ以外では部屋の両脇にある電極に押しつけてダメージを与えるしかない。4つのロケットパンチで攻撃してくる。倒しても頭部のタイタンヘッドが分離して襲いかかってくる。
ガブリエル
浮き輪をつけたサメ。子分のパクリエルを呼んだり体当たりで攻撃してくる。このボス戦では画面下半分が水で満たされているが、水の上にある足場で戦うこともできる。
ウィズ
シルクハットとマントだけの透明なボス。シルクハットからさまざまなものを出したり所狭しと部屋の中を駆け回る。攻撃方法が星のカービィ 夢の泉の物語及び星のカービィ 夢の泉デラックスに登場したペイントローラーに似ている。出した物によって、「ホイール」「スパーク」「スリープ」がコピーできる。
???
メタナイトに酷似した姿を持つ謎のボス。メタナイトと同様の剣技で攻めて来るが、この戦いでは『スーパーデラックス』と同じく、ソードによる戦いを強制されない。攻撃の時に出る星を吸い込むと「ソード」をコピーできる。
マスターハンド&クレイジーハンド
『大乱闘スマッシュブラザーズ』からのゲスト出演。創造を司る右手「マスターハンド」と、破壊を司る左手「クレイジーハンド」からなる2体1組のボス。攻撃パターンはどちらも同じだが、2体揃っていると連携攻撃を繰り出してくる。ボスのとしての登場であるため、前述のとおり倒しても能力はコピーできない。
ダークメタナイト
???の正体で、メタナイトが持つわずかな邪悪の心が実体化したもの。前回と同様の剣技に加え、衝撃波や竜巻を繰り出す。攻撃の時に出る星を吸い込むと「ソード」をコピーできる。
ダークマインド
鏡の世界を混乱させた張本人で本作のラストボス。鏡の国から全てを支配しようと企んだ。専用コピー能力「マスターソード」で戦うことになり、1回戦開始時に中央に刺さっているマスターソードを取らなければ戦いは始まらない。第1形態4戦、第2形態2戦の計6戦のバトルとなり、第1形態の各バトル間では回復アイテムが置いてある部屋に入る。第1形態では主にさまざまなコピー能力を持った星を飛ばす「スターバレット」を使い、第2形態では画面を上下反転にする「リバースワールド」という技や、ゲーム中で唯一当るとライフが2つ減る「ダークビーム」などを使用する。第3形態ではシリーズ恒例のシューティング戦になり、突進とスターバレットしか使わない。

## コピー能力
コピー能力は全26種類が登場。夢の泉デラックス（以下「前作」と表記）から引き続き登場するコピー能力の一部はコマンド技が新しく追加されている。また、ポーズ時に表示される画面の内容が変更されている。またボムやファイター、コックなど販売前に放送されていた『星のカービィ』に登場したコピー能力が本編シリーズで再登場しており、ボムやファイターは今作以降の本編シリーズでも続投して登場している。

## 携帯通信機
- 仲間を呼ぶときは電池を一個つかうが、ワープスターを呼ぶ時には電池はつかわない。電池は3メモリあって、全部なくなると使えなくなる。
- 電池はアイテムとして登場し、一個取ると電池が1メモリ回復する。電池が完全に切れている場合にやられると、1メモリ回復する。
- 仲間を呼ぶとカービィの近くにミラーが現れ、そこから仲間が出てくる。しかし、呼ぶ時間が短すぎると、仲間が一人しかやってこなかったり、誰もこなかったりする（その場合も電池は使われる）。また、極めて高確率でマキシムトマト、肉、元気ドリンク、1UP、食べ物などのアイテムが同時に出現する上、呼んですぐであれば口移しで体力回復が可能である。
- 2人以上で通信して遊ぶ場合、通信機で呼び出された側のプレイヤーは、呼び出した側のプレイヤーのもとへ行くかを任意に決められる。時間が経つと通信が途絶えてしまう。
- ワープスターを呼ぶと、ワープスターがどこからか飛んできて、カービィをセントラルサークルに連れて行ってくれる。セントラルサークル及びディメンションミラーでは呼べない。ワープスターが飛んでくる最中に呼ぶのをやめると、途中で消えてしまう。
- 携帯通信機は電池がきれていなければ、いつでもどこでも使える。呼んでいる最中は無敵。しかし、携帯通信機を出している間は無敵ではない。空中で呼んでも、そのまま落ちていくだけである。
- 開発中の画面写真では電波状況を示すアンテナの表示があったが、製品版では削除されている。

## サブゲーム
メニューから「サブゲーム」を選ぶと出来る。クリア%が0であろうともいつでもできるのは、ワープスター（このミニゲームでは『カービィのエアライド』のようにカービィがワープスターの上に乗っている）を操り、ゴールを目指す「波乗りスターライド」、パワーをためてタイミングを岩の照準に合わせてポップスターを割る「ギガトンパンチ」、刹那のタイミングが要される「刹那のつまみ食い」で、その後100%クリアで出来るようになる「勝ち抜きボスバトル」の合計4個である（「ギガトンパンチ」は、『星のカービィ スーパーデラックス』のサブゲーム「かちわりメガトンパンチ」のアレンジ）。

## 移植版
| No. | タイトル                                      | 発売日                     | 対応機種        | 開発元 | 発売元 | メディア                            | 型式 | 備考                                                             | 出典                        |
| --- | --------------------------------------------- | -------------------------- | --------------- | ------ | ------ | ----------------------------------- | ---- | ---------------------------------------------------------------- | --------------------------- |
| 1   | 星のカービィ 鏡の大迷宮                       | 2011年12月16日             | ニンテンドー3DS | 任天堂 | 任天堂 | ダウンロード (バーチャルコンソール) | -    | アンバサダー・プログラム対象者への配信 非売品 通信機能には非対応 | [ 12 ]                      |
| 2   | 星のカービィ 鏡の大迷宮                       | 2014年4月3日 2014年4月10日 | Wii U           | 任天堂 | 任天堂 | ダウンロード (バーチャルコンソール) | -    |                                                                  | [ 13 ]                      |
| 3   | ゲームボーイアドバンス Nintendo Switch Online | 2023年9月29日              | Nintendo Switch | 任天堂 | 任天堂 | ダウンロード                        | -    |                                                                  | [ 14 ] [ 15 ] [ 16 ] [ 17 ] |

## ボツキャラ
開発中の画面写真では「アンロック」（その画面ではアンロックは煙の中にまぎれており、どんな姿かは不明）「ローリング」「アッパーゴーレム」(ガレブと同じ姿)というザコ敵がいたが、ゲームには登場していない。